# 自覚
自覚（じかく）とは、自分自身の置かれている状態や自分の価値を知ること。本来は仏教用語である。自覚は単に意識の有る無しを意味するほかに、文字通り自ら覚ることを指す。「覚る」とは気付くことであり、気がつかないことを反対語として不覚（ふかく）という。分裂状態も意識が統一を成し、純粋経験を経験するためには、「見られる意識」と「見ている意識」という主観と対象の対立を克服する必要がある。
京都帝国大学の西田幾多郎は『自覚に於ける直観と反省』（1917年、岩波書店）において、意識は直観としては純粋経験であり「主客の未だ分かれない、知るものと知られるものと一つである。現実そのままな、不断進行の意識」だと主張する。反省は「この進行の外にたって、翻って之を見た意識」であり、両者が結合することが「自覚」だとの解釈を意示した。純粋経験の立場から西田は自覚の立場へ進む。その後、「自己-内-写映」という形式を提唱する。直観も反省も自分自身の意識であり、自己内に自己を投射するとする考えに至った西田は意識を問題にしているため対象も意識でしかないため対象意識も自己の意識経験に含まれたと考えた。一般人の意志とは意識経験の根源的な統一の働きと考え自覚とは、自己の種々の意識が自身の意志の表出として、自己に意識として投射された意識だと主張した。あらゆる意識は統一的な意識である側面を内包しているため直観である。この統一する働きが意志であり、すべての意識は自己-内-写映として自覚の働きであるということになり、自覚こそが直観と反省的な思惟の根底にある実在だと主張した。